# Nyugati lebenyesmadár
A nyugati lebenyesmadár (Anthochaera lunulata) a madarak osztályának verébalakúak (Passeriformes) rendjébe, ezen belül a mézevőfélék (Meliphagidae) családjába tartozó faj.

## Rendszerezése
A fajt John Gould angol ornitológus írta le 1838-ban. Sorolták a fahéjszárnyú lebenyesmadár (Anthochaera chrysoptera) alfajaként Anthochaera chrysoptera lunulata néven is.

## Előfordulása
Ausztrália délnyugati részén honos. Természetes élőhelyei a szubtrópusi és trópusi száraz erdők és cserjések, valamint ültetvények és városi régiók. Állandó, nem vonuló faj.

## Megjelenése
Testhossza 27-33 centiméter, a testtömege 65-78 gramm.

## Természetvédelmi helyzete
Az elterjedési területe rendkívül nagy, egyedszáma pedig növekszik. A Természetvédelmi Világszövetség Vörös listáján nem fenyegetett fajként szerepel.

## További információ
- Képek az interneten a fajról
- Xeno-canto.org - a faj hangja és elterjedési térképe